# Ercheu
Ercheu là một xã ở tỉnh Somme, vùng Hauts-de-France, Pháp.

## Etymology of the place name
Of Latin derivation, arx, meaning a fortified place. It was known as Arézium in 988, Archéium, Ercénium, Herchia (1170), Herciaum, Funis Erchiu, Erchéium, Herchieu (1248), Erchu, Archeu and finally Ercheu.

## Địa lý
Thị trấn này tọa lạc trên đường D15 và đường D186 junction, khoảng 8 dặm Anh về phía đông của Roye.

## Dân số
| 1962                                                           | 1968 | 1975 | 1982 | 1990 | 1999 |
| -------------------------------------------------------------- | ---- | ---- | ---- | ---- | ---- |
| 431                                                            | 576  | 601  | 648  | 709  | 704  |
| Số liệu điều tra dân số từ năm 1962, dân số không tính hai lần |      |      |      |      |      |